# ديشون سيمز
ديشون سيمز (بالإنجليزية: DeShawn Sims)‏ مواليد 21 يناير 1988 في ديترويت، هو لاعب كرة سلة أمريكي. بدأ مسيرته الاحترافية في سنة 2010. يلعب في الدوري الإيطالي لكرة السلة الدرجة الثانية. يحمل الرقم 16. يبلغ طوله 6 قدم 8 بوصة (2.0 م).

## المسيرة الاحترافية
لعب مع مين ريد كلوز في موسم 2010–2011، ثم لعب مع بيراتاس دي كويبراديلاس في سنة 2011، ثم لعب مع جونجو كي سي سي إجيس في موسم 2011–2012، ثم لعب مع مين ريد كلوز في سنة 2012، ثم لعب مع الحكمة اللبناني في موسم 2012–2013، ثم لعب مع جونجو كي سي سي إجيس في موسم 2014–2015.

## روابط خارجية
- ديشون سيمز على موقع كرة السلة الأوروبية.كوم (الإنجليزية)
- ديشون سيمز على موقع كلية كرة السلة في سبورتس رفرنس.كوم (الإنجليزية)
- ديشون سيمز على موقع ريلجم (الإنجليزية)
- ديشون سيمز على موقع بروبوليرز (الإنجليزية)
- ديشون سيمز على موقع سبورتس رفرنس (الإنجليزية)
- ديشون سيمز على موقع سبورتس رفرنس (الإنجليزية)